# Station Neuenhaus
Station Neuenhaus is een spoorwegstation in de Duitse plaats Neuenhaus.
Sinds 7 juli 2019 wordt een gedeelte van de spoorlijn Gronau - Coevorden weer voor personenvervoer gebruikt. Via Bentheim ontstond, na 45 jaar, opnieuw een aansluiting voor personenvervoer op de rest van het Duitse spoorwegnet. Door middel van een overstap in Bentheim bestaat een verbinding met het naburige Nederlandse Hengelo. Op 6 juli 2019 vond de feestelijke opening plaats met ritten waarvan de opbrengst naar een goed doel ging.

## Treinverbindingen
| Serie | Treinsoort                             | Route                                                                            | Bijzonderheden  |
| ----- | -------------------------------------- | -------------------------------------------------------------------------------- | --------------- |
| RB 56 | Regionalbahn (Bentheimer Eisenbahn AG) | Bad Bentheim – Quendorf – Nordhorn-Blanke – Nordhorn – Neuenhaus Süd – Neuenhaus | Regiopa Express |